# Heliconius doris

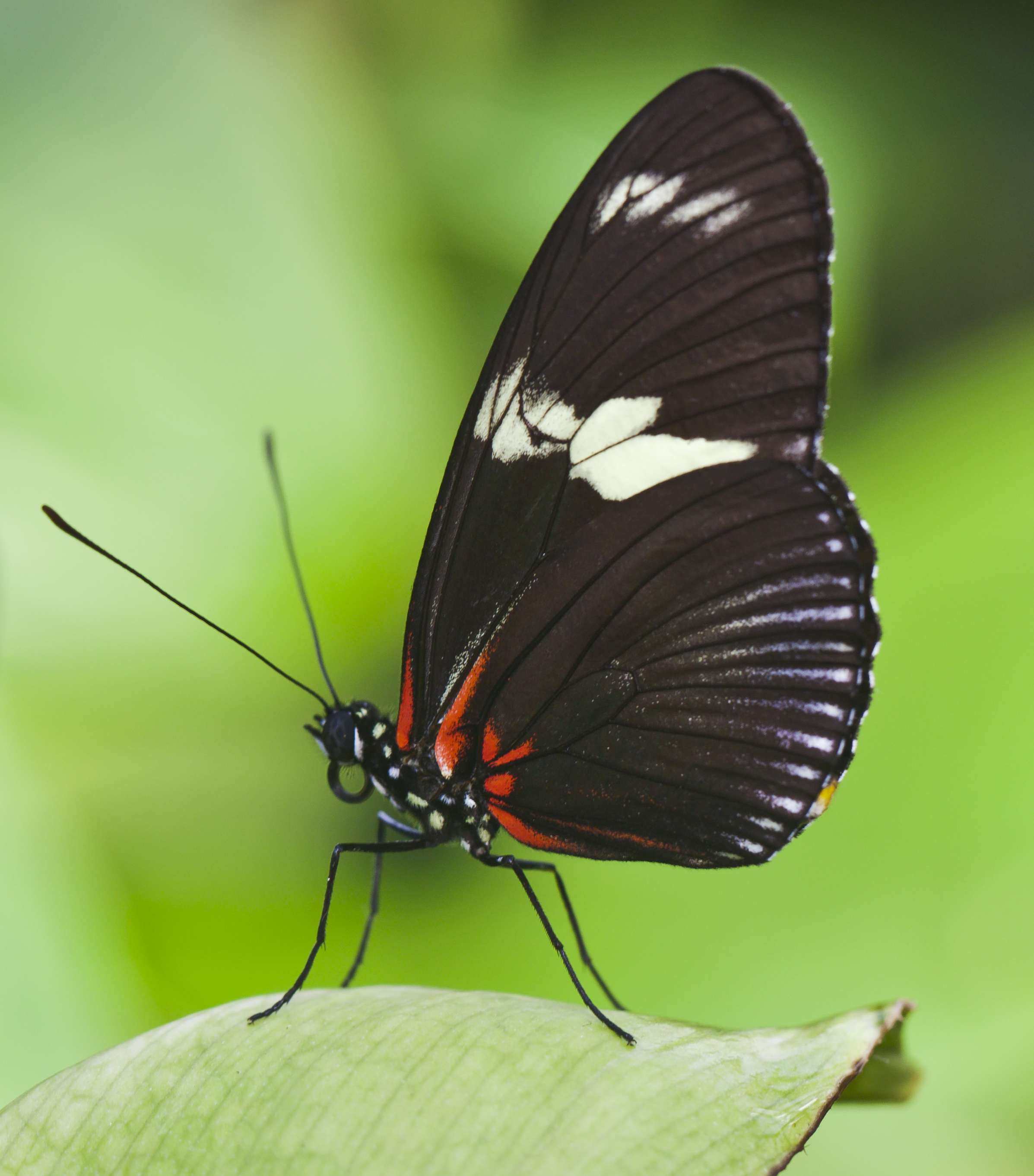
Vista lateral.

Heliconius doris es una especie de lepidóptero de la familia Nymphalidae. Es originaria de Centroamérica hasta la Cuenca del Amazonas. Es el único miembro del género monotípico Laparus. Ahora en el género Heliconius (Heliconius doris).
Se encuentra desde el nivel del mar hasta los 1800 metros en los bosques.
Las larvas se alimentan de especies de granadilla (Passiflora).

## Subespecies
- Heliconius doris doris (Surinam, Guayana Francesa, Guyana, Colombia, Bolivia, Perú, Brasil)
- Heliconius doris obscurus (Colombia, Ecuador)
- Heliconius doris delila
- Heliconius doris viridis (Panamá, Honduras)
- ?Heliconius doris virescens
- Heliconius doris dives (Colombia, Venezuela)